# Aeropuerto Hermanos Ameijeiras
El Aeropuerto Hermanos Ameijeiras (IATA: VTU, OACI: MUVT) es un aeropuerto público de ECASA situado 4 km al noreste de la ciudad cubana de Las Tunas. 
Comenzó a funcionar como aeropuerto civil oficialmente el 9 de abril de 1978. 

## Información
El aeropuerto está situado en la periferia de la ciudad, a 4 kilómetros al noreste del centro histórico de la ciudad de Las Tunas.
Al aeropuerto se accede a través de la carretera Las Tunas - Manatí.

## Historia
La historia aeronáutica de Las Tunas se remonta a los años 40 del siglo XX, cuando se construyó un campo de aterrizaje en la finca de Manuel Colomero, quien registró oficialmente dicha pista el día 10 de septiembre de 1947.
Desde el año 1966 hasta el 2000 las instalaciones fueron utilizadas por la aviación agrícola. Desde 1975 hasta 1990 también operó un aeroclub.
El 9 de abril de 1978 comienza a operar la aviación comercial, entonces se le llamó aeropuerto “9 de abril”.
La actual terminal aérea se inauguró el 15 de febrero de 1988, en esa fecha el aeropuerto recibió el actual nombre de "Hermanos Ameijeiras".